# Kentucky Derby 1877
Kentucky Derby 1877 var den tredje upplagan av Kentucky Derby. Löpet reds den 22 maj 1877 över 1,5 miles. Löpet vanns av Baden-Baden som reds av William Walker och tränades av Edward D. Brown. 1877 års Derby var det första som besöktes av en stor kändis, den polska skådespelerskan Helena Modjeska.

## Resultat
| P  | S | Häst         | Jockey             | Tränare         | Land | Tid      |
| -- | - | ------------ | ------------------ | --------------- | ---- | -------- |
| 1  |   | Baden-Baden  | William Walker     | Edward D. Brown | USA  | 2:38 0/0 |
| 2  |   | Leonard      | Robert Swim        |                 | USA  |          |
| 3  |   | King William | Bailey             |                 | USA  |          |
| 4  |   | Vera Cruz    | Isaac Burns Murphy |                 | USA  |          |
| 5  |   | McWhirter    | H. Moore           | Abraham Perry   | USA  |          |
| 6  |   | Odd Fellow   | D. Williams        |                 | USA  |          |
| 7  |   | Malvern      | S. Jones           |                 | USA  |          |
| 8  |   | Early Light  | W. James           |                 | USA  |          |
| 9  |   | Dan K.       | McGrath            |                 | USA  |          |
| 10 |   | Lisbon       | Douglass           |                 | USA  |          |
| 11 |   | Headlight    | Shelton            |                 | USA  |          |